# Max Lammer
Max Lammer, geboren als Max Ritter Lammer von Castell Rombaldo (* 20. März 1905 in Attnang-Puchheim; † 5. August 1966 in Freiburg im Breisgau) war ein österreichischer Schauspieler.

## Leben
Er war ein Sohn aus erster Ehe von Max Leopold Ritter Lammer von Castell Rombaldo (* 1858 in Innsbruck, Tirol; † 1939), der als Bahnhofsvorsteher in Attnang-Puchheim arbeitete und 1909 in zweiter Ehe die spätere Bankgründerin Auguste Caroline Lammer (1885–1937) heiratete. Max Lammer gab sein Schauspieldebüt 1923 im Alter von 18 Jahren am Salzburger Landestheater. Anschließend spielte er am Deutschen Theater in Hermannstadt. Es folgten Engagements an den Wiener Kammerspielen, am Berliner Lustspielhaus, am Intimen Theater Nürnberg und an der Landesbühne Königsberg. 1932 wurde Lammer von Max Reinhardt ans Deutsche Theater Berlin verpflichtet. Durch den Zweiten Weltkrieg wurde seine Karriere unterbrochen.
Nach dem Krieg engagierte ihn Lucie Höflich ans Staatstheater Schwerin, wo er bis 1949 spielte. Für die darauf folgenden drei Jahre war Max Lammer Ensemblemitglied des Hebbel-Theaters in Berlin. Seine nächsten Stationen waren das Harburger Theater, das Theater Osnabrück und – ab 1957 – das Saarländische Staatstheater. Max Lammer, der auf das Rollenfach des schweren Charakterkomikers spezialisiert war, spielte auch Nebenrollen in den Kinofilmen Salonwagen E 417 (1939) und Schwarze Augen (1951). Seine letzten Bühnenrollen hatte er am Theater Freiburg, dessen Ensemblemitglied er 1963 wurde. Eine schwere Krankheit, die zu seinem Tod führte, verhinderte, dass er ein bereits vereinbartes Engagement am Landestheater Linz annehmen konnte.